# Pericoma ljubiliensis
Pericoma ljubiliensis är en tvåvingeart som beskrevs av Krek 1967. Pericoma ljubiliensis ingår i släktet Pericoma och familjen fjärilsmyggor. Inga underarter finns listade i Catalogue of Life.